# Julius Mosen

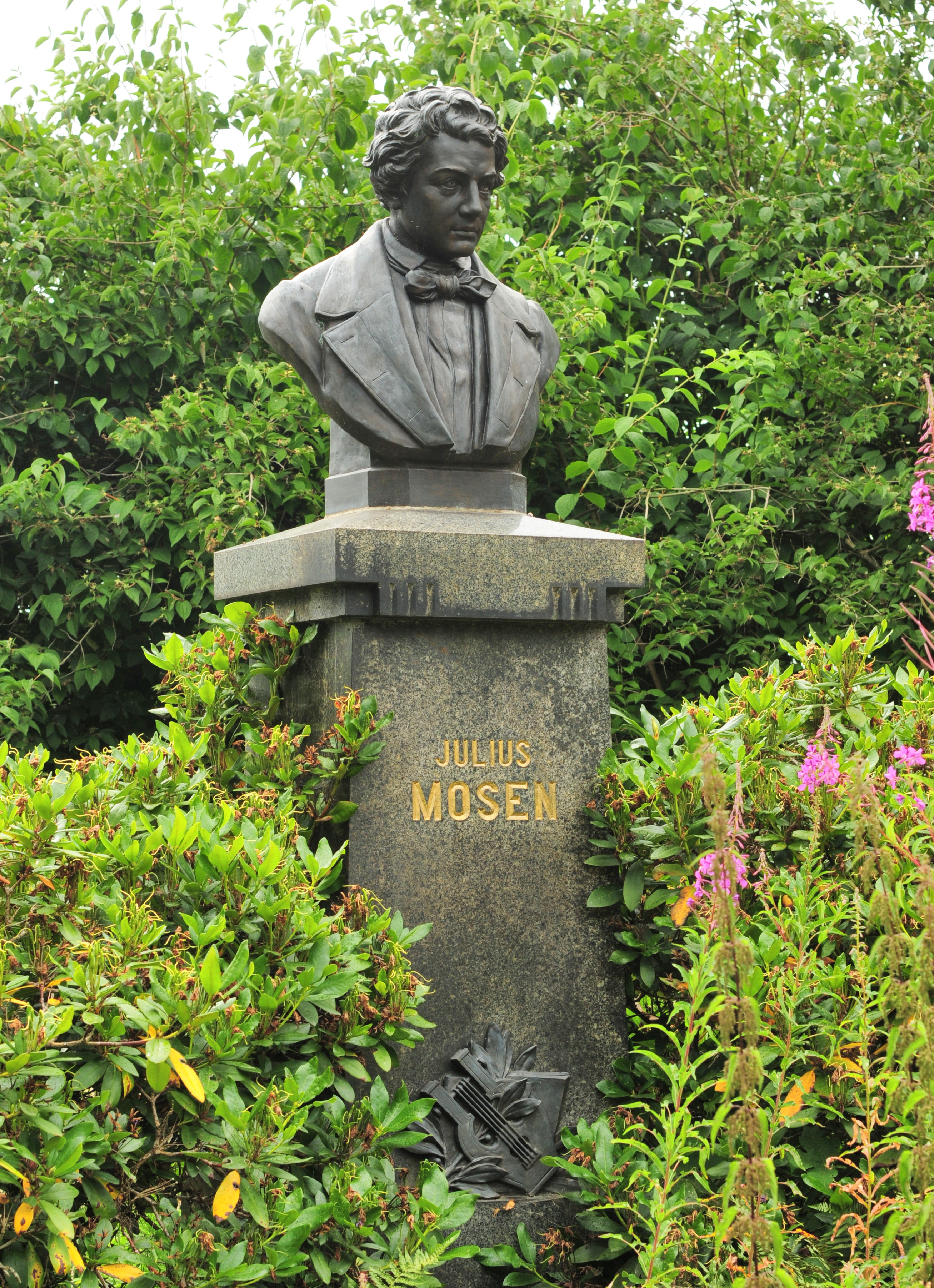
Pomnik Juliusa Mosena na cmentarzu kościelnym

Julius Mosen (ur. 8 lipca 1803 w Marieney, zm. 10 października 1867 w Oldenburgu) – niemiecki poeta, dramaturg i prozaik, żydowskiego pochodzenia. Był związany z ruchem literackim Młode Niemcy.
Najbardziej znany jako autor poematu patriotycznego Andreas-Hofer-Lied, hymnu austriackiego Tyrolu. W Polsce rozgłos przyniosła mu pieśń Walecznych tysiąc, będąca hołdem dla powstańców listopadowych

## Biografia
Urodził się jako Julius Mosses w 1803 roku w Marieney, na terenie ówczesnej Saksonii. Jego rodzice byli protestantami, ale z odległymi żydowskimi korzeniami. Uczęszczał do gimnazjum w Plauen, a następnie studiował prawo na Uniwersytecie w Jenie. W tym czasie interesował się też literaturą i kulturą. Przez dwa lata dużo podróżował po Włoszech, gdzie czerpał inspirację, do swojej późniejszej twórczości literackiej.
Po powrocie do Niemiec, kontynuował studia prawnicze w Lipsku. Po studiach w latach 1828–1830 pracował jako asystent adwokata. W 1831 roku przeprowadził się do Drezna, gdzie pracował jako adwokat. Tam został członkiem loży masońskiej. W tym okresie zaczął publikować swoje utwory poetyckie. Do najważniejszych utworów poetyckich z tego okresu należy Walecznych tysiąc (Die letzten Zehn vom vierten Regiment, 5 stycznia 1832 roku) oraz Andreas-Hofer-Lied (11 marca 1832 roku). Spory rozgłos przyniosły mu utwory dramatyczne, osadzone w średniowieczu, które wystawiane były w dworskim teatrze w Dreźnie. 
W 1844 roku przyjął nominację na nadwornego dramaturga w teatrze w Oldenburgu.  W tym samym roku jego nazwisko rodowe zmieniono z „Mosses” na „Mosen” dekretem ministerialnym w Dreźnie. W 1846 roku doznał porażenia w wyniku choroby reumatycznej. W jego wyniku został przykuty do łóżka na resztę życia. Zmarł w 1867 roku w Oldenburgu, gdzie został pochowany.

## Wybrane publikacje
- Ritter Wahn, epos
- Georg Venlot. Eine Novelle mit Arabesken, 1831
- Heinrich der Finkler, König der Deutschen, 1836
- Ahasver, epos historyczny, 1838
- Bilder im Moose, zbiór nowel, 1846
- Kaiser Otto der Dritte, dramat, 1842
- Cola Rienzi, Herzog Bernhard, dramat, 1842
- Die Bräute von Florenz, dramat, 1842
- Bernhard von Weimar, dramat
- Der Sohn des Fürsten, dramat
- Der Kongreß von Verona, powieść
- Meines Großvaters Brautwerbung, nowela